# María Teresa de Saboya-Carignano
María Teresa de Saboya-Carignano (8 de septiembre de 1749-3 de septiembre de 1792) fue una aristócrata miembro de la Casa de Saboya. Contrajo matrimonio a los diecisiete años con Luis Alejandro, príncipe de Lamballe, heredero de la mayor fortuna de Francia, convirtiéndose poco después en amiga y confidente de la reina María Antonieta. Murió asesinada durante las masacres de septiembre en el marco de la Revolución francesa.

## Biografía

### Familia

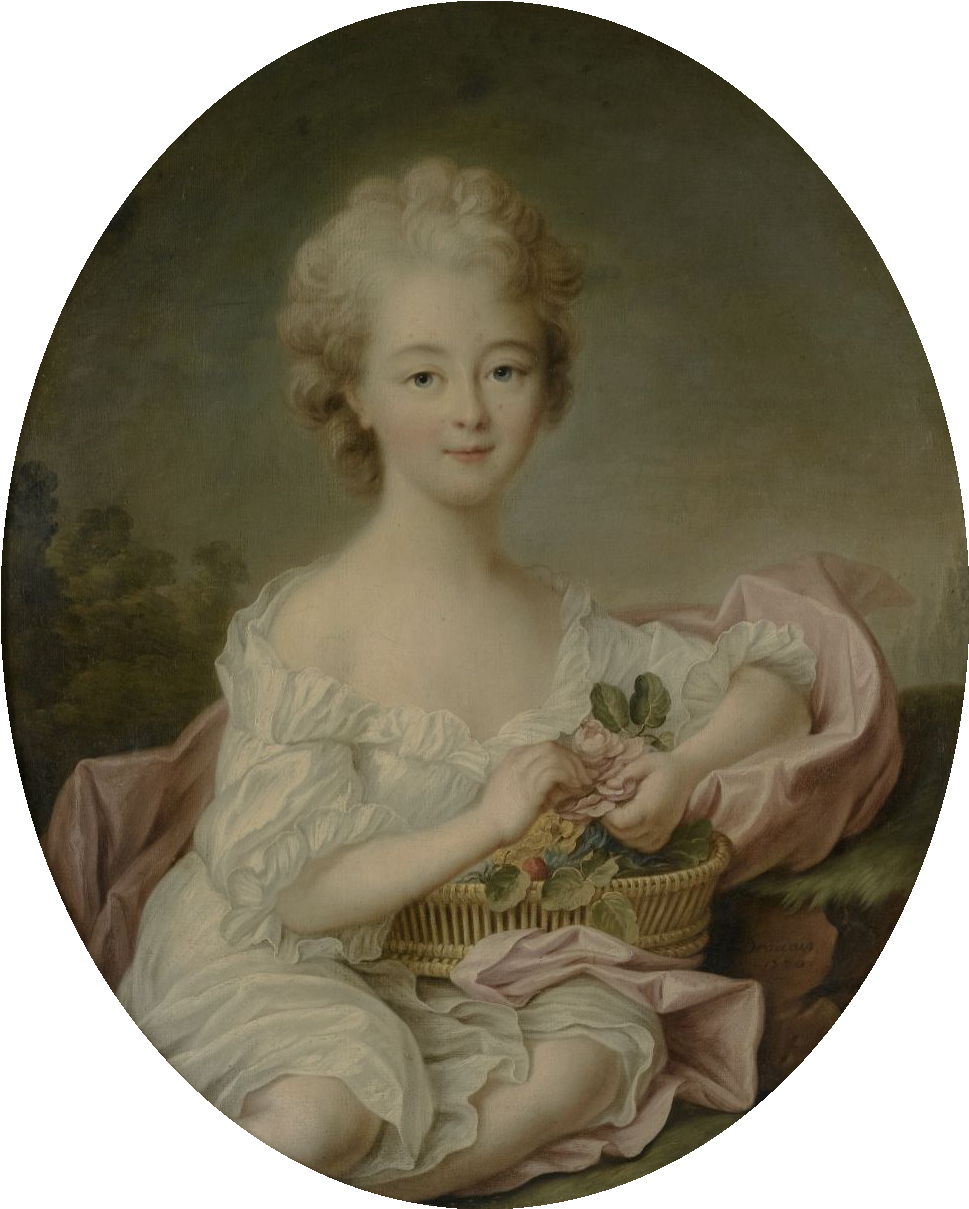
Retrato de María Teresa, princesa de Saboya (1756).

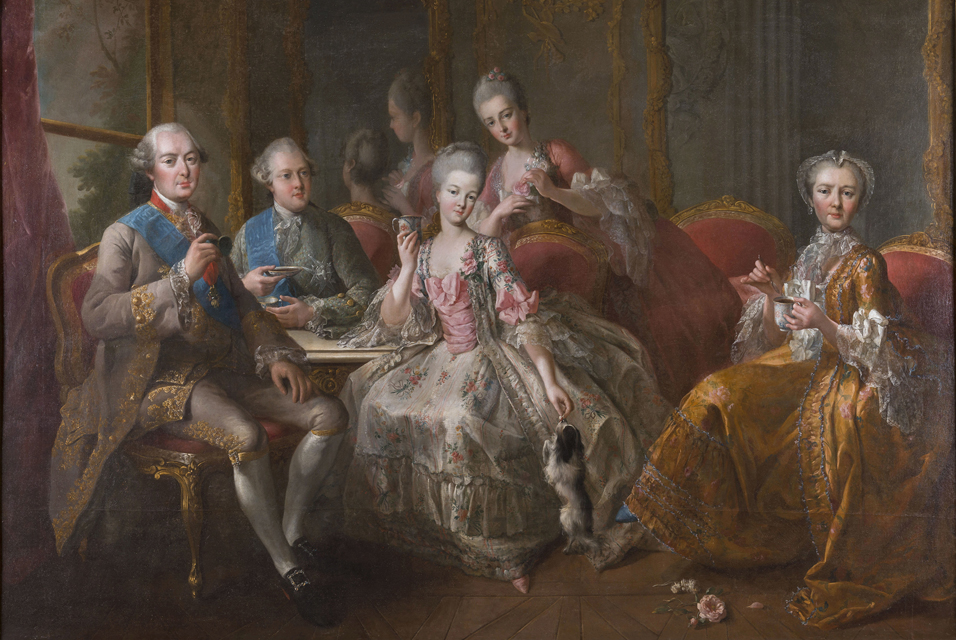
Retrato de la familia del duque de Penthièvre, por Jean-Baptiste Charpentier (1768). De izquierda a derecha: Luis Juan María de Borbón, duque de Penthièvre; su hijo Luis Alejandro de Borbón, príncipe de Lamballe; su nuera María Teresa, princesa de Lamballe al centro; su hija Luisa María Adelaida de Borbón, futura duquesa consorte de Orleans detrás de la princesa; y su madre María Victoria de Noailles, condesa de Toulouse y marquesa de Gondrin

Nacida el 8 de septiembre de 1749 en Turín, María Teresa fue hija de Luis Víctor de Saboya-Carignano, príncipe de Carignano —nieto por vía materna de Víctor Amadeo II de Saboya y su amante Jeanne Baptiste d'Albert de Luynes—, y de Cristina Enriqueta de Hesse-Rothenburg, hija de Ernesto Leopoldo de Hesse-Rotenburg y Leonor de Löwenstein-Wertheim.
Entre sus tíos se incluían Polixena Cristina de Hesse-Rotenburg, esposa de Carlos Manuel III de Cerdeña y prima hermana de Víctor Amadeo III, y Carolina de Hesse-Rotenburg, princesa de Condé y esposa de Luis Enrique de Borbón-Condé. No existen datos acerca de su infancia.

### Matrimonio
El 31 de enero de 1767, María Teresa contrajo matrimonio por poderes con Luis Alejandro de Borbón, príncipe de Lamballe, nieto de Luis Alejandro de Borbón, conde de Toulouse —hijo legitimado de Luis XIV—, y el único hijo superviviente de Luis Juan María de Borbón, duque de Penthièvre. El matrimonio fue arreglado a sugerencia de Luis XV, quien consideraba apropiado dicho enlace puesto que los novios eran miembros de la realeza, contando con la aprobación de la familia de María Teresa debido a que el rey de Cerdeña había deseado por largo tiempo una alianza entre la Casa de Saboya y la Real Casa de Francia (en los años siguientes se llevarían a cabo más alianzas entre ambas casas).
La boda por poderes, seguida de una ceremonia y un banquete, fue celebrada en la corte real de Saboya, en Turín, contando con la presencia del rey de Cerdeña y su corte. El 24 de enero, la novia cruzó el puente de Beauvoisin, situado entre Saboya y Francia, donde María Teresa abandonó a su corte italiana y fue recibida por su nueva corte francesa, quien la escoltó hasta el Château de Nangis, donde se encontraban su marido y su suegro. En febrero fue introducida por la condesa de La Marche en la corte francesa en el Palacio de Versalles, donde causó una impresión favorable. El matrimonio fue inicialmente descrito como feliz puesto que ambos se sentían físicamente atraídos el uno por el otro, si bien, pocos meses después del enlace, Luis Alejandro cometió adulterio con dos actrices, lo que provocó que María Teresa, devastada, buscase refugio en su suegro, de quien terminó volviéndose muy cercana.
En 1768, a los diecinueve años, María Teresa enviudó debido a la muerte de su marido a consecuencia de una enfermedad venérea en el Château de Louveciennes, asistido por su esposa y por su hermana. María Teresa heredó la considerable fortuna de su marido, lo que la convirtió en una mujer rica por derecho propio, logrando persuadirla su suegro de abandonar la idea de ingresar en un convento y, en cambio, permanecer a su lado. María Teresa lo confortó en su dolor por la pérdida de su hijo, uniéndose posteriormente a él en sus obras de caridad en Rambouillet, actividad que le valió al duque el sobrenombre de «rey de los pobres» y a María Teresa el apelativo de «el ángel de Penthièvre». Ese mismo año, tras la muerte de la reina María Leszczynska, la princesa María Adelaida apoyó un posible matrimonio entre su padre y la princesa viuda, prefiriendo a una reina joven, bella y falta de ambiciones que pudiese distraer a su padre de los asuntos de Estado, de los cuales la princesa Adelaida deseaba ocuparse, contando para ello con el apoyo de la poderosa familia de Noailles. No obstante, María Teresa no deseaba casarse con Luis XV, oponiéndose su suegro a dicho enlace, por lo que finalmente la unión no tuvo lugar.
La princesa vivió en el Hôtel de Toulouse, en París, y en el Château de Rambouillet. El 4 de enero de 1769 se produjo el anuncio del matrimonio entre su cuñada Luisa María Adelaida de Borbón, heredera de la mayor fortuna del país, con el joven Luis Felipe II de Orleans, duque de Chartres y amigo del difunto esposo de María Teresa.

### Dama de compañía
María Teresa tuvo un destacado papel en las ceremonias de carácter real. Cuando la nueva delfina María Antonieta llegó a Francia en 1770, la princesa de Lamballe y su suegro fueron presentados a ella junto con los duques de Orleans, Chartres, Borbón y otros príncipes de la sangre. Durante 1771, el duque de Penthièvre organizó reuniones con, entre otros, el príncipe de Suecia y el rey de Dinamarca, actuando María Teresa como anfitriona y empezando la princesa a asistir más a menudo a la corte, donde participaba en bailes organizados por Madame de Noailles en nombre de María Antonieta, quien se sentía encantada con la princesa de Lamballe, a quien dedicó todo tipo de atenciones que no pasaron desapercibidas. En marzo de 1771, el embajador austriaco escribió:

Durante algún tiempo la delfina ha mostrado un gran afecto por la princesa de Lamballe... Esta joven princesa es dulce y amable, y disfruta de los privilegios de una princesa de sangre real, está en posición de valerse del favor de su Alteza Real.

La Gazette de France menciona la presencia de la princesa de Lamballe en la capilla del palacio durante la misa del Jueves Santo, en la cual estuvo presente el rey acompañado por la familia real y por Luis Enrique, príncipe de Condé. En mayo de 1771, María Teresa acudió al Palacio de Fontainebleau, donde fue presentada por el rey a su prima María Josefina de Saboya, condesa de Provenza (casada con uno de los hermanos de Luis XVI), asistiendo a la cena organizada posteriormente. En noviembre de 1773, otra de sus primas contrajo matrimonio con uno de los hermanos del monarca, el conde de Artois, habiendo estado presente la princesa durante el nacimiento de Luis Felipe I de Francia en París en octubre de aquel año. Después de que sus primas hubiesen contraído matrimonio con los cuñados de la reina, María Teresa empezó a ser tratada por María Antonieta como un miembro de la familia, formando durante cinco años junto con los condes de Provenza y Artois un círculo en torno a la delfina. María Teresa fue descrita en esta época como casi inseparable de María Antonieta. La emperatriz María Teresa de Austria, madre de María Antonieta, desaprobaba esta relación debido al rechazo que sentía hacia los favoritos y las amistades íntimas de la realeza en general, si bien la princesa era vista como una buena elección con base en su rango.

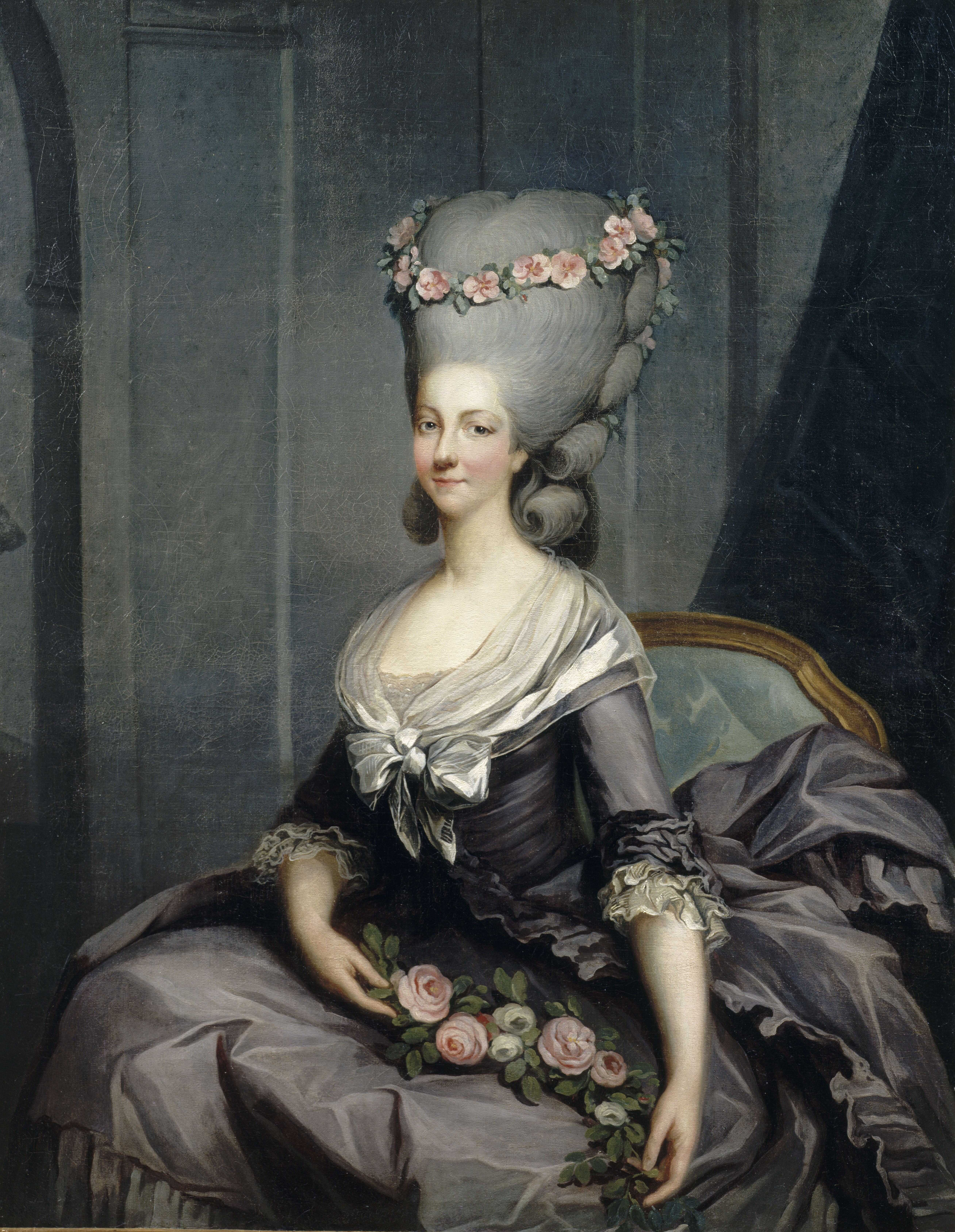
Retrato de la princesa de Lamballe, por Antoine-François Callet (1776).

El 18 de septiembre de 1775, habiendo subido al trono Luis XVI en mayo del año anterior, la reina María Antonieta asignó a María Teresa como superintendente del palacio de la reina, el mayor rango para una dama de compañía en Versalles. Este nombramiento produjo controversia: el puesto había estado vacante por más de treinta años (desde la muerte en 1741 de María Ana de Borbón-Condé, superintendente del palacio de María Leszczynska) debido a su alto coste y a lo superfluo del cargo, otorgando a quien lo ostentaba gran poder e influencia sobre el resto de damas de compañía y requiriendo además que todas las órdenes dadas por una dama fuesen confirmadas por la superintendente antes de ser ejecutadas. La princesa era vista como una dama demasiado joven para el puesto, lo cual podría suponer una ofensa para quienes llevaban más tiempo en la corte, si bien la reina decidió entregarle el cargo a modo de recompensa por su amistad.
Después de que María Antonieta se convirtiese en reina, su amistad con de Lamballe atrajo mayor atención, escribiendo el conde de Mercy lo siguiente:

Su Majestad ve continuamente a la princesa de Lamballe en sus habitaciones [...] Esta dama une a mucha dulzura un carácter muy sincero, lejos de intriga y todo tipo de preocupaciones. La reina ha concebido por algún tiempo una amistad real por esta joven princesa, y la elección es excelente, aunque una piamontesa, Madame de Lamballe no está del todo identificada con los intereses de Mesdames de Provenza y de Artois. Sin embargo, he tomado la precaución de indicar a la reina que su favor y bondad hacia la princesa de Lamballe son algo excesivos, con el fin de prevenir abuso de ellos por ese lado.

La emperatriz María Teresa intentó poner fin a dicha amistad por temor a que de Lamballe, como princesa de Saboya, intentase beneficiar los intereses de su familia valiéndose de la reina. Durante su primer año de reinado, María Antonieta declaró a Luis XVI, quien se había mostrado muy favorable a la amistad de su esposa con la princesa: «Ah, señor, la amistad de la princesa de Lamballe es el encanto de mi vida». María Teresa dio la bienvenida a sus hermanos a la corte y, por deseo de la reina, el hermano favorito de la princesa, Eugène, fue beneficiado con un lucrativo puesto con su propio regimiento en el ejército francés para complacer a María Teresa. Posteriormente, uno de los cuñados de la princesa obtuvo el gobierno de Poitou por parte de la reina.
La princesa de Lamballe fue descrita como orgullosa, sensible y con una delicada pero irregular belleza. Ni ingeniosa ni intrigante, fue capaz de entretener a María Antonieta, si bien era de naturaleza introvertida y prefería pasar el tiempo con la reina a solas en vez de participar en actos de la alta sociedad. María Teresa sufría de lo que fue descrito como «nervios, convulsiones, desmayos», pudiendo llegar a permanecer inconsciente por varias horas. El puesto de superintendente requería que la princesa confirmase todas las órdenes relativas a la reina antes de ser ejecutadas, mientras que todas las cartas, peticiones o memorandos debían pasar por sus manos. Este puesto provocó gran envidia y ofendió a numerosos cortesanos debido al privilegio que suponía para quien lo ocupaba. Debido al salario del cargo (50 000 coronas anuales), se pidió a la princesa, dueña de una gran fortuna, que renunciase al mismo. Cuando María Teresa se negó y declaró que si no disponía de todos los privilegios del puesto lo abandonaría, el salario le fue otorgado por la propia reina. Este incidente atrajo mucha publicidad y de Lamballe empezó a ser vista como una favorita codiciosa, llegando incluso a afirmarse que sus desmayos eran intentos de manipulación. Famosa por ser favorita de la reina, María Teresa era recibida casi como un miembro de la realeza cuando viajaba por todo el país durante su tiempo libre, llegando a tener varios poemas dedicados a su persona.

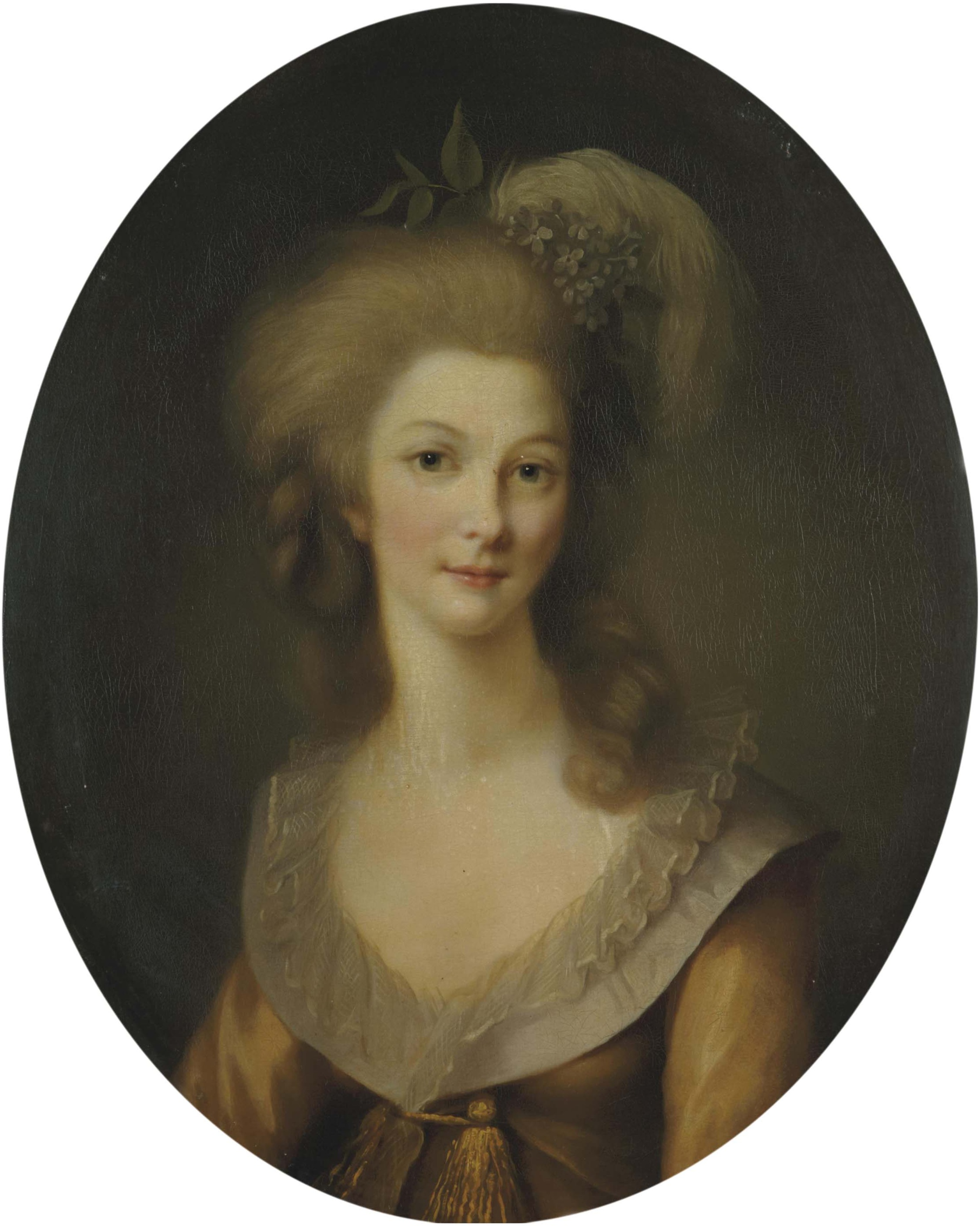
Retrato de la princesa de Lamballe, por Marie-Victoire Lemoine (1779).

En 1775, no obstante, de Lamballe fue gradualmente reemplazada en su puesto de favorita de la reina por Yolande de Polastron, duquesa de Polignac, mujer de carácter extrovertido que llegó a referirse a la princesa en términos despectivos, sintiendo de Lamballe desagrado hacia la duquesa por la mala influencia que esta tenía sobre la reina. María Antonieta, quien era incapaz de hacer que ambas se llevasen bien, empezó a preferir la compañía de la duquesa de Polignac, quien podía satisfacer mejor su necesidad de diversión y placer. En abril de 1776, el embajador Mercy escribió: «La princesa de Lamballe pierde mucho a favor. Creo que siempre será bien tratada por la reina, pero ya no poseerá más su entera confianza», mientras que en el mes de mayo escribió: «Peleas constantes, en las cuales la princesa parece estar siempre equivocada».
En 1778, María Antonieta dio a luz a su primera hija, María Teresa, la princesa estuvo presente durante el alumbramiento en los aposentos de la reina y miró horrorizada cuando la reina estuvo a punto de morir asfixiada en el insoportable calor que envolvía la habitación, cuando la recién nacida fue puesta en brazos de las institutrices, María Teresa pudo ver a la hija de la soberana diciendo: "C'est tellement beau." (Es tan bella.) Aunque según otros testimonios, Lamballe se desmayó y fue socorrida por los presentes cuando miró a la reina perder el conocimiento.
María Teresa retuvo el puesto de superintendente después de perder su condición de favorita, siguiendo con el desempeño de sus funciones; organizó bailes en nombre de la reina, introdujo a debutantes, la asistió en el recibimiento a aristócratas extranjeros, y participó en las ceremonias concernientes al nacimiento de los hijos de la reina y su comunión de Pascua anual. Fuera de sus deberes, no obstante, la princesa se ausentaba con frecuencia de la corte, ocupándose de su mala salud y de la de su suegro. Desarrolló una cercana amistad con su dama de compañía favorita la condesa Étiennette d'Amblimont de Lâge de Volude, así como un gran interés por las obras de caridad y la francmasonería. De Lamballe y su cuñada fueron introducidas en la logia de adopción francmasónica para mujeres de Saint Jean de la Candeur en 1777, convirtiéndose María Teresa en la gran maestra de la logia escocesa, cabeza de todas las logias de adopción, en 1781. Pese a que María Antonieta no llegó a ser miembro formal, estaba interesada en la francmasonería, preguntando con frecuencia a María Teresa sobre la logia de adopción. Durante el famoso asunto del collar, la princesa fue vista en un infructuoso intento por visitar a Jeanne de la Motte, por aquel entonces encarcelada en La Salpêtrière. El propósito de esta visita resulta desconocido, si bien fue objeto de rumores en la época.
María Teresa había estado sufriendo por largo tiempo de una salud delicada, que se deterioró de tal forma a mediados de la década de 1780 que con frecuencia le resultaba imposible desempeñar sus funciones (en una ocasión, la princesa contrató a Deslon, alumno de Franz Anton Mesmer, para que la magnetizase). La princesa pasó el verano de 1787 en Inglaterra, aconsejada por los médicos para que tomase las aguas de Bath con el fin de restablecer su salud. Este viaje fue muy publicitado como una misión diplomática en beneficio de la reina, con especulaciones acerca de que de Lamballe había solicitado al ministro exiliado Charles Alexandre de Calonne la omisión de ciertos incidentes en las memorias que este iba a publicar, si bien el ministro no se hallaba en Inglaterra por aquel entonces. Tras su viaje, la salud de la princesa mejoró considerablemente, siendo capaz de participar más a menudo en la corte, donde la reina volvió a mostrar un mayor afecto por ella, apreciando su lealtad después de que su amistad con la duquesa de Polignac empezase a deteriorarse. En este punto, de Lamballe y su cuñada se unieron al Parlamento para realizar una petición en favor del duque de Orleans, quien se hallaba en el exilio. En la primavera de 1789, María Teresa estuvo presente en Versalles para participar en el ceremonial en torno a la celebración de los Estados generales.
La princesa de Lamballe era de naturaleza reservada, llegando a ser vista en la corte incluso como una timorata, si bien, en la propaganda antimonárquica de la época, la princesa era retratada en panfletos de contenido pornográfico en los cuales era mostrada como amante de la reina con el fin de socavar la imagen de la monarquía.

### Revolución

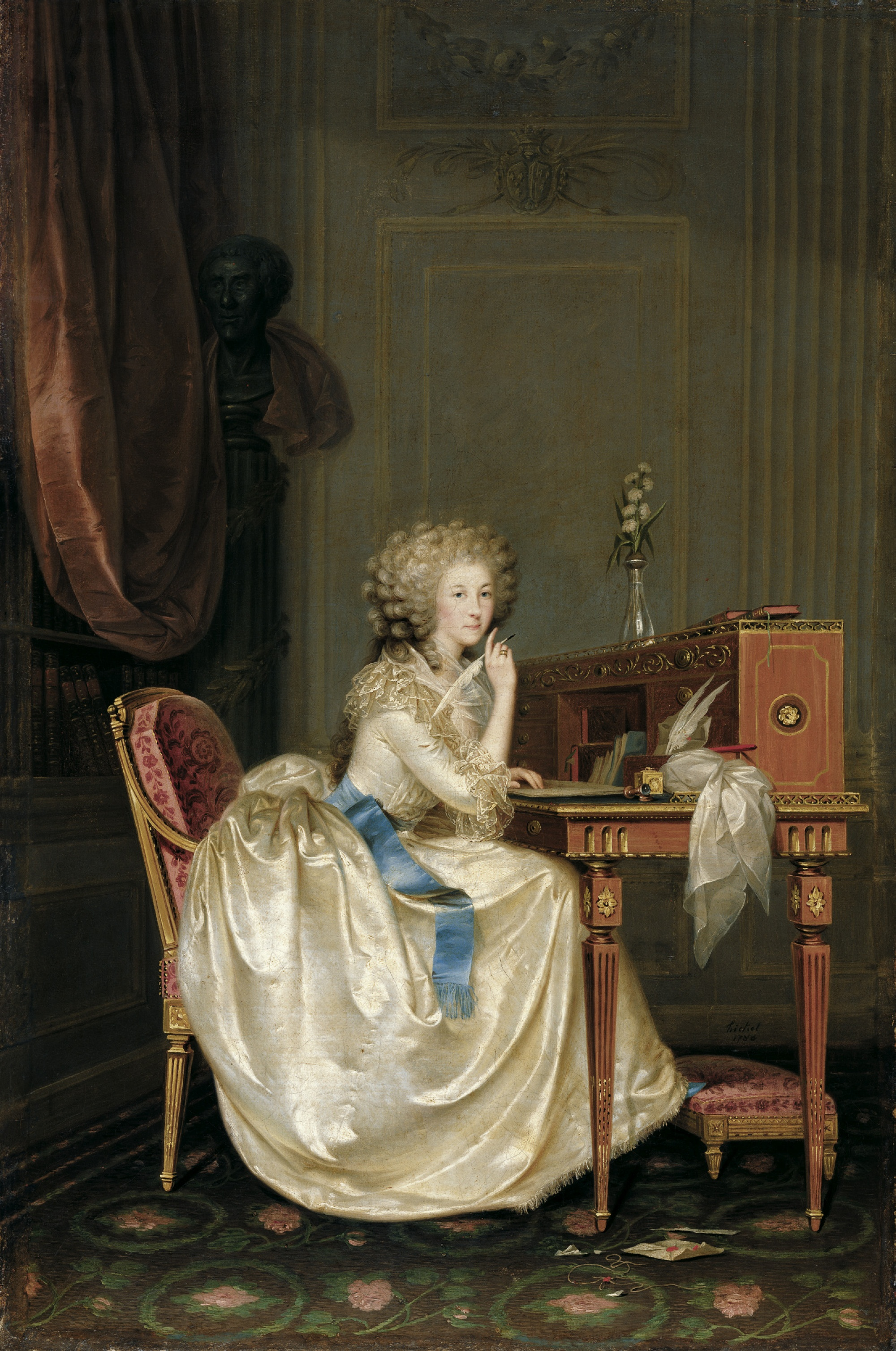
Retrato de la princesa de Lamballe, por Anton Hickel (1788).

Durante la toma de la Bastilla en julio de 1789 y el estallido de la Revolución francesa, la princesa de Lamballe se encontraba en Suiza visitando a su dama de compañía favorita, la condesa de Lâge. A su regreso en el mes de septiembre, María Teresa permaneció con su suegro en el campo con el fin de atenderle durante su enfermedad, motivo por el cual no estuvo presente durante la marcha sobre Versalles, la cual tuvo lugar el 5 de octubre de 1789, cuando la princesa se hallaba con su suegro en Aumale. El 7 de octubre fue informada de los acontecimientos, reuniéndose de inmediato con la familia real en el Palacio de las Tullerías, en París, donde reasumió los deberes inherentes a su puesto. La princesa y Madame Isabel, hermana del rey, compartieron los apartamentos del Pavillon de Flore en las Tullerías, en la misma planta que los aposentos de la reina, y salvo algunas breves visitas a su suegro o a su villa en Passy, María Teresa se estableció con la familia real permanentemente.
En las Tullerías, los entretenimientos y rituales típicos de la corte fueron hasta cierto punto reinstaurados. Mientras que el rey mantuvo sus protocolos ceremoniales al levantarse y al acostarse, la reina organizaba partidas de cartas todos los martes y domingos así como recepciones los jueves y domingos antes de asistir a misa y cenar en público con el rey, celebrando asimismo audiencias con enviados extranjeros y oficiales cada semana. María Teresa, en su condición de superintendente, participaba en todos estos eventos, siendo vista tanto en público como en privado junto a María Antonieta. La princesa acompañó a la familia real a Saint-Cloud en el verano de 1790, asistiendo también a la Fiesta de la Federación en el Campo de Marte en julio.
Anteriormente reacia a entretener en nombre de la reina tal y como su puesto requería, durante estos años se dedicó a organizar lujosas y amplias veladas en las Tullerías, donde esperaba reunir a nobles leales a la causa de la reina, sirviendo su salón como lugar de reunión entre María Antonieta y los miembros de la Asamblea Nacional, a muchos de los cuales la reina esperaba atraer a la causa monárquica. Según informes, era en los apartamentos de la princesa de Lamballe donde María Antonieta celebraba reuniones políticas con Mirabeau.
En paralelo, María Teresa investigó la lealtad entre la servidumbre de la corte mediante una red de informantes. Madame Campan describió cómo fue interrogada por de Lamballe, quien le explicó que había sido informada acerca de las supuestas reuniones entre Campan y varios diputados en su habitación y que, por lo tanto, su lealtad hacia la monarquía estaba en duda, si bien la princesa había investigado tales acusaciones mediante el empleo de espías, lo que hizo que finalmente quedase libre de sospechas. Según Campan: «La princesa me mostró entonces una lista de los nombres de todos aquellos empleados en la cámara de la reina, y me pidió información concerniente a ellos. Afortunadamante, sólo tuve información favorable que dar, y ella escribió todo lo que le dije».
Tras la partida de Francia de la duquesa de Polignac y la mayoría de los miembros del círculo íntimo de la reina, María Antonieta advirtió a de Lamballe de que atraería la ira de los ciudadanos por ser una de sus favoritas y que los libelos la expondrían al oprobio. Según informes, la princesa leyó uno de estos panfletos, siendo advertida de la hostilidad hacia su persona mediante los mismos.
María Teresa apoyó a su cuñada la duquesa de Orleans cuando esta solicitó el divorcio, lo cual fue visto como motivo de discordia entre la princesa y el duque de Orleans, en consecuencia Lamballe sería extremadamente odiada por su cuñado , el cual la ignoraría y la tratara de una forma fría, aun así ella ya se había ganado su desconfianza desde hacía años solo por haber sido tan cercana a la reina. Pese a que este solía emplear a de Lamballe como intermediaria entre la reina y él, el duque nunca confió en ella puesto que creía que la princesa era demasiado ingenua y frágil, además de que lo consideraba culpable de haber alentado la conducta que provocó la muerte de su esposo.
María Teresa no fue informada de antemano sobre la fuga de Varennes. La noche de la huida, en junio de 1791, la reina le dio las buenas noches y le aconsejó pasar unos días en el campo por motivos de salud antes de retirarse a sus aposentos. De Lamballe encontró la actitud de María Antonieta lo suficientemente extraña como para advertir de ello a Madame de Clermot antes de abandonar las Tullerías para dirigirse a su villa en Passy. Al día siguiente, cuando la familia real ya había partido, la princesa recibió una nota de la reina en la que le hablaba sobre la fuga y le instaba a reunirse con ella en Bruselas. En compañía de sus damas la condesa Étiennette de Lâge, la condesa de Ginestous y dos cortesanos, María Teresa acudió de inmediato a visitar a su suegro en Aumale, informándole de su intención de huir de Francia y solicitándole cartas de presentación.
María Teresa partió de Francia desde Boulogne en dirección a Dover, Inglaterra, donde permaneció una noche antes de proseguir hasta Ostende, en los Países Bajos Austríacos, lugar al que llegó el 26 de junio. Desde allí se dirigió a Bruselas, donde se reunió con Hans Axel de Fersen y los condes de Provenza, continuando posteriormente hasta Aix-la-Chapelle. Visitó al rey Gustavo III de Suecia en Spa, Bélgica, por unos días en el mes de septiembre, volviendo a encontrarse con él en Aix en octubre. En la capital francesa, la Chronique de Paris informó de la partida de la princesa, divulgándose la idea de que se había marchado a Inglaterra en una misión diplomática en beneficio de la reina.
De Lamballe tenía dudas acerca de si sería más útil para María Antonieta dentro o fuera de Francia, recibiendo consejos contradictorios: sus amigas Madame de Clermont y Madame de Vaupalière la alentaban a regresar al servicio de la reina, mientras que sus familiares le pedían regresar a Turín. Durante su estancia en el extranjero, la princesa mantuvo correspondencia con María Antonieta, quien le pedía insistentemente no volver a Francia. No obstante, en octubre de 1791 las nuevas proclamas de la Constitución empezaron a ser aplicadas, motivo por el cual se pidió a la reina poner en orden su corte y despedir a todos aquellos que no estuviesen a su servicio, escribiendo al parecer a de Lamballe pidiéndole formalmente volver a su puesto o renunciar. Esta carta, contradictoria en comparación con las cartas privadas entre María Antonieta y la princesa, convenció según informes a María Teresa de que su deber era regresar, por lo que anunció que la reina deseaba que volviese, declarando lo siguiente: «Debo vivir y morir con ella».

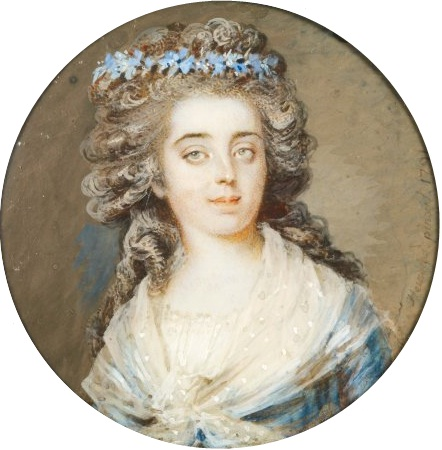
Miniatura de la princesa de Lamballe, por Johann Julius Heinsius (1791).

Durante su estancia en la casa que había alquilado en el Royal Crescent, en Bath, la princesa redactó su testamento, convencida de que correría peligro al regresar a París. Otros informes, no obstante, sostienen que el testamento fue elaborado en Aix-la-Chapelle con fecha del 15 de octubre de 1791. La princesa abandonó Aix el 20 de octubre, siendo su llegada a París anunciada en los periódicos el 4 de noviembre.
De vuelta en las Tullerías, de Lamballe reasumió su puesto y su labor de reunir a partidarios de la reina, investigando también la lealtad de la corte y escribiendo a los nobles emigrados con el fin de solicitarles su vuelta a Francia en nombre de la reina. En febrero de 1792, Louis-Marie de Lescure fue convencido de permanecer en el país en vez de emigrar tras haberse reunido con la reina en los apartamentos de María Teresa, quien les informó a él y a su esposa Victoire de Donnissan de La Rochejaquelein de los deseos de María Antonieta de que se quedasen en Francia como signo de lealtad. Por otro lado, la princesa mostró abiertamente su desprecio hacia el alcalde Pétion, quien había mostrado objeciones al hecho de que María Antonieta cenase en los apartamentos de María Teresa, divulgando rumores acerca de que las habitaciones de la princesa eran el punto de encuentro de la «comitiva austriaca» la cual estaba, según Pétion, pactando para invadir Francia, provocando así una segunda matanza de San Bartolomé y la destrucción, por tanto, de la Revolución.
El 20 de junio de 1792, María Teresa estaba presente en compañía de la reina en las Tullerías cuando una turbamulta irrumpió en el palacio. María Antonieta declaró de inmediato que su lugar estaba junto al rey, ante lo cual la princesa le suplicó entre lágrimas: «¡No, no, Madame, vuestro lugar está con vuestros hijos!». Tras esto, una mesa fue colocada ante la reina para protegerla de la muchedumbre. De Lamballe, Louise Emmanuelle de Châtillon, princesa de Tarento, Luisa Isabel de Croy, marquesa de Tourzel, la duquesa de Maillé, Madame de Laroche-Aymon, Marie Angélique de Mackau, Renée Suzanne de Soucy, Madame de Ginestous y unos pocos nobles pertenecieron al grupo de cortesanos que rodearon a la reina y a sus hijos por varias horas cuando la turbamulta atravesó la sala en la que se encontraban profiriendo insultos contra María Antonieta. De acuerdo con un testigo, María Teresa permaneció apoyada sobre el sillón de la reina con el fin de consolarla durante aquel incidente.
De Lamballe siguió al servicio de la reina hasta el asalto a las Tullerías el 10 de agosto de 1792, cuando la princesa y la marquesa de Tourzel, gobernanta de los hijos de los monarcas, acompañaron a la familia real con el fin de pedir asilo a la Asamblea Legislativa. Madame de la Rochefoucauld, testigo del acontecimiento, escribió: «Estaba en el jardín, lo suficientemente cerca para ofrecer mi brazo a Madame la princesa de Lamballe, quien era la más pesimista y asustada del grupo; lo tomó. [...] Madame la princesa de Lamballe me dijo: "no volveremos nunca al palacio"». Durante su estancia en el habitáculo reservado para los escribanos en la Asamblea Nacional, la salud de la princesa empeoró y debió ser conducida al convento de los Feuillants; María Antonieta le pidió no regresar, si bien María Teresa decidió volver con la familia real tan pronto empezó a sentirse mejor. De Lamballe acompañó también a los monarcas cuando abandonaron la Asamblea y se dirigieron al convento, así como cuando partieron rumbo a la torre del Temple.
El 19 de agosto, la princesa de Lamballe, la marquesa de Tourzel y su hija Pauline fueron separadas de la familia real y transferidas a la prisión de La Force, donde se les permitió compartir una celda. Las tres mujeres fueron transferidas al mismo tiempo que dos valets y tres doncellas debido a la decisión de no permitir a la familia real disponer de servidumbre.

### Muerte

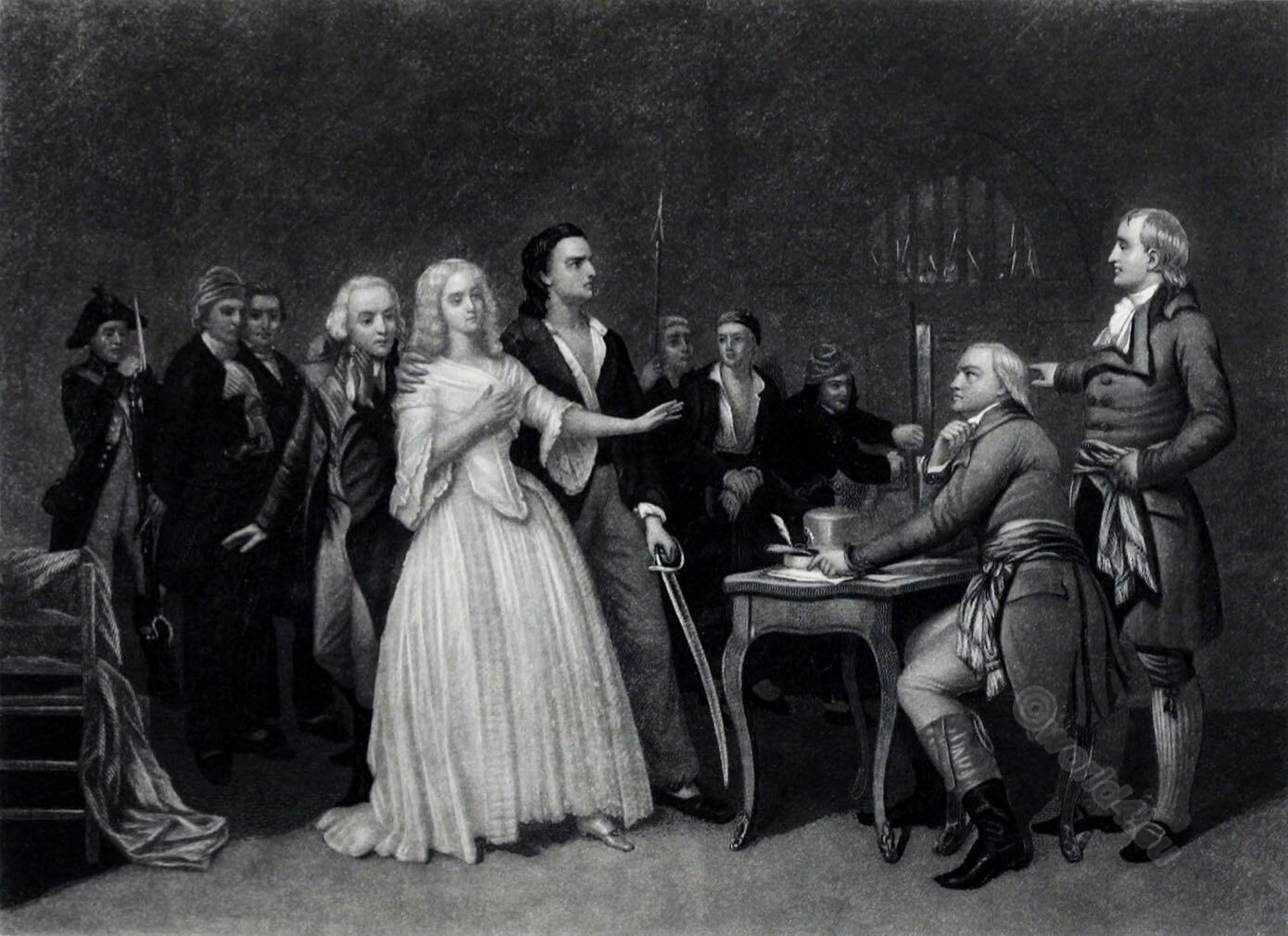
Condena de la princesa de Lamballe. Grabado de Samuel Sartain a partir de una obra de Louise Desnos (1849)

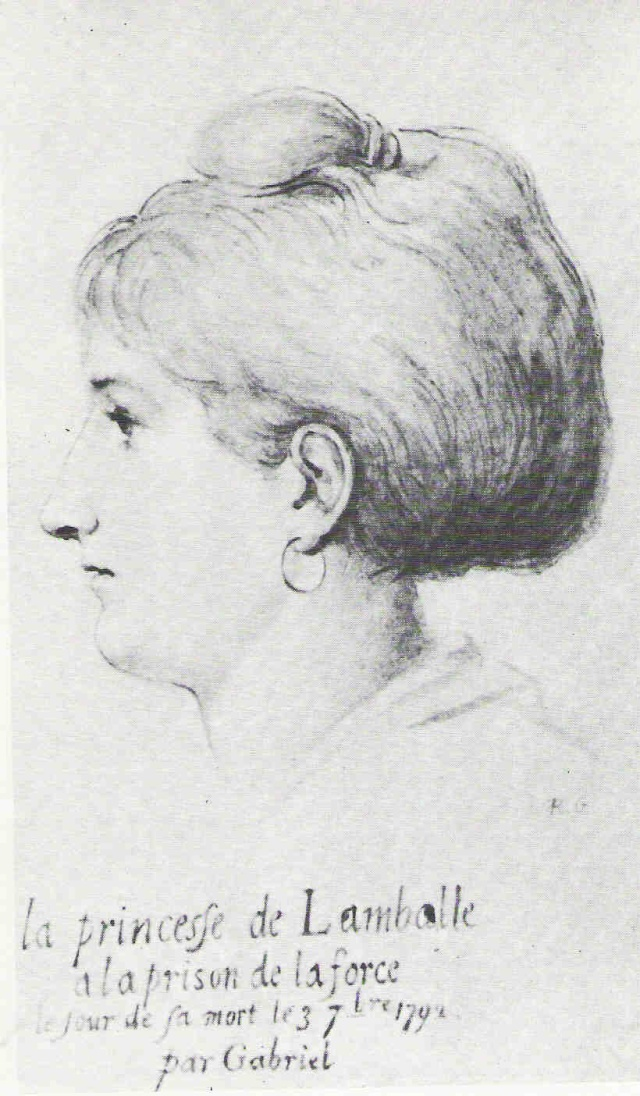
Retrato de la princesa de Lamballe en la prisión de La Force el día de su muerte, por Gabriel (3 de septiembre de 1792).

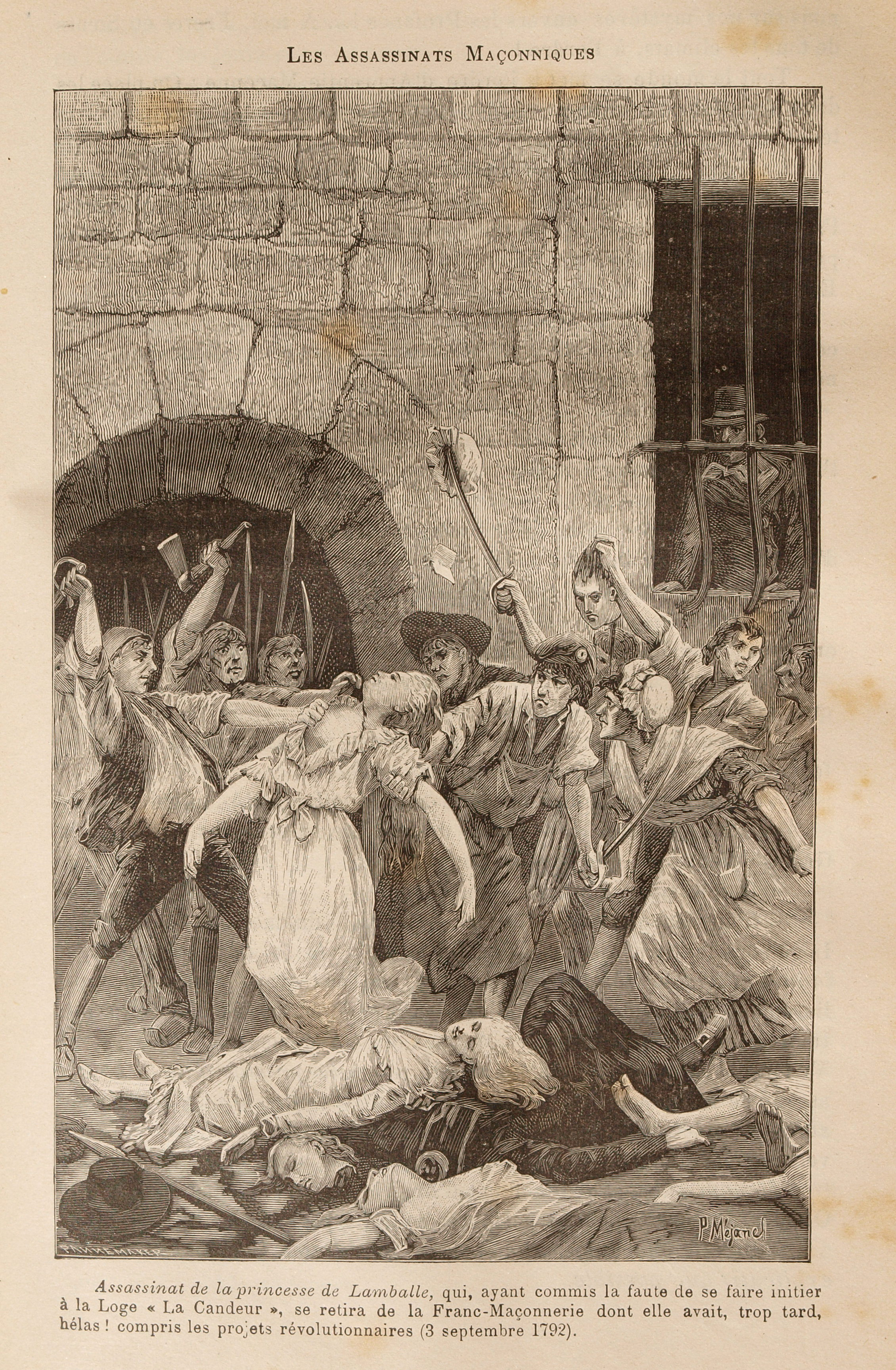
Asesinato de la princesa de Lamballe, por Pierre Méjanel (1886).

Durante las masacres de septiembre, las prisiones fueron atacadas por los habitantes, siendo los prisioneros conducidos ante tribunales improvisados compuestos por ciudadanos revolucionarios, quienes los juzgaron y ejecutaron sumariamente. A cada prisionero se le formulaban una serie de preguntas, tras lo cual era liberado con las palabras «vive la nation» («viva la nación») o sentenciado a muerte con la expresión «conducidlo a la Abadía» o «dejadlo ir», tras lo cual el condenado era llevado a un patio y asesinado por una multitud compuesta por hombres, mujeres y niños. Las masacres contaron no obstante con la oposición de los trabajadores de las prisiones, quienes permitieron escapar a muchos de los presos, particularmente a las mujeres. De aproximadamente doscientas mujeres encarceladas, sólo dos fueron asesinadas en prisión.
Pauline de Tourzel fue sacada de la prisión por un hombre desconocido, si bien su madre y de Lamballe no pudieron salir debido a que eran conocidas y un intento de fuga hubiera llamado la atención de los presentes. Casi todas las prisioneras juzgadas en La Force fueron liberadas de los cargos que se les imputaban, entre ellas la princesa de Tarento, amiga de María Teresa. Junto con ella, otras cuatro mujeres anteriormente al servicio de la familia real fueron liberadas: Marie-Élisabeth Thibault y Bazile (doncella de la reina), Saint-Brice (enfermera del delfín), Navarre (doncella de la princesa de Lamballe), y de Septeuil (esposa de uno de los valets del rey). Todas ellas fueron juzgadas y declaradas libres de cargos, al igual que dos miembros varones de la Casa Real, Chamilly y Hue, valets del rey y del delfín respectivamente.
El 3 de septiembre, de Lamballe y de Tourzel fueron llevadas a un patio junto con otros prisioneros a la espera de ser conducidas ante el tribunal. Tras ser llevada ante el mismo, a María Teresa se le pidió «jurar amar la libertad y la igualdad y jurar odio al rey, a la reina y a la monarquía». La princesa accedió a jurar libertad pero rechazó denunciar a los monarcas. En este punto, su juicio finalizó con las siguientes palabras: «Emmenez Madame» («Llevaos a Madame»). El juicio consistió en el siguiente interrogatorio:

-¿Quién sois?

-María Teresa Luisa, princesa de Saboya.
-¿Vuestra ocupación?
-Superintendente del palacio de la reina.
-¿Tuvisteis algún conocimiento de las conspiraciones de la corte el 10 de agosto?
-No sé si hubo conspiraciones el 10 de agosto; pero sé que no tuve conocimiento de ellas.
-Jurad la libertad y la igualdad, y odio al rey y a la reina.
-Fácilmente a lo primero; pero no puedo a lo último: no está en mi corazón.
Según informes, varios agentes enviados por su suegro deseaban que la princesa prestase juramento para salvar su vida, tras lo cual añadió:
-No tengo nada más que decir; me es indiferente morir un poco antes o después; he hecho el sacrificio de mi vida.

-Dejad a Madame ser puesta en libertad.

De Lamballe fue inmediatamente conducida a la calle, donde un grupo de hombres la asesinó en cuestión de minutos.

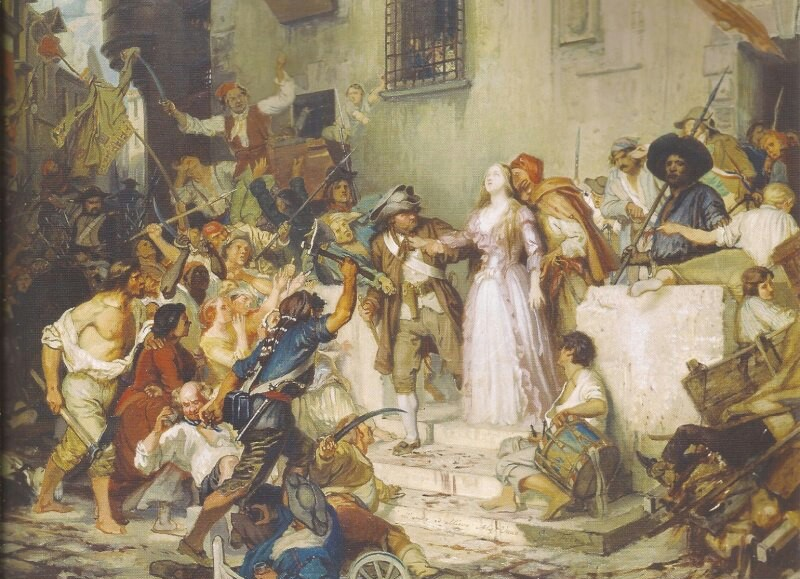
El suplicio de la princesa de Lamballe, por Gaetano Ferri.

Existen diferentes versiones acerca de la forma exacta en que murió la princesa debido a que su asesinato fue un acontecimiento que atrajo gran atención y fue empleado como propaganda tras la Revolución, siendo los hechos modificados y exagerados. Algunos informes, por ejemplo, sostienen que María Teresa fue violada y sus pechos cortados junto con otras mutilaciones corporales. No obstante, no existen evidencias que indiquen que la princesa fuese expuesta a ninguna mutilación o atrocidad de carácter sexual, algo que fue ampliamente difundido por historias sensacionalistas sobre su muerte. De Lamballe fue escoltada por dos guardias hasta la puerta del patio donde la masacre tuvo lugar; durante el trayecto, los agentes enviados por su suegro la siguieron y la alentaron nuevamente a prestar juramento, pero aparentemente sus palabras no fueron escuchadas. Cuando se abrió la puerta y la princesa vio varios cadáveres ensangrentados en el suelo del patio, gritó, según informes, «¡horror!» o «¡estoy perdida!», cayendo hacia atrás y siendo empujada por los guardias hacia la muchedumbre. Los agentes de su suegro, quienes se introdujeron entre la turbamulta, gritaron «¡clemencia!», pero sus palabras pronto fueron silenciadas por gritos de «¡muerte a los lacayos disfrazados del duque de Penthièvre!». Uno de los asesinos, quien sería juzgado años después, describió a la princesa como «una pequeña dama vestida de blanco». Según informes, fue inicialmente golpeada en la cabeza con una pica por un hombre, lo que provocó que su pelo cayese sobre sus hombros y dejase al descubierto una carta de María Antonieta que la princesa había ocultado entre sus cabellos; fue entonces golpeada en la frente, a consecuencia de lo cual empezó a sangrar, luego fue brutalmente golpeada y arañada, siendo rápidamente apuñalada con cuchillos, sables, espadas, bayonetas y lanzas hasta la muerte por la turba.

### Tratamiento de sus restos

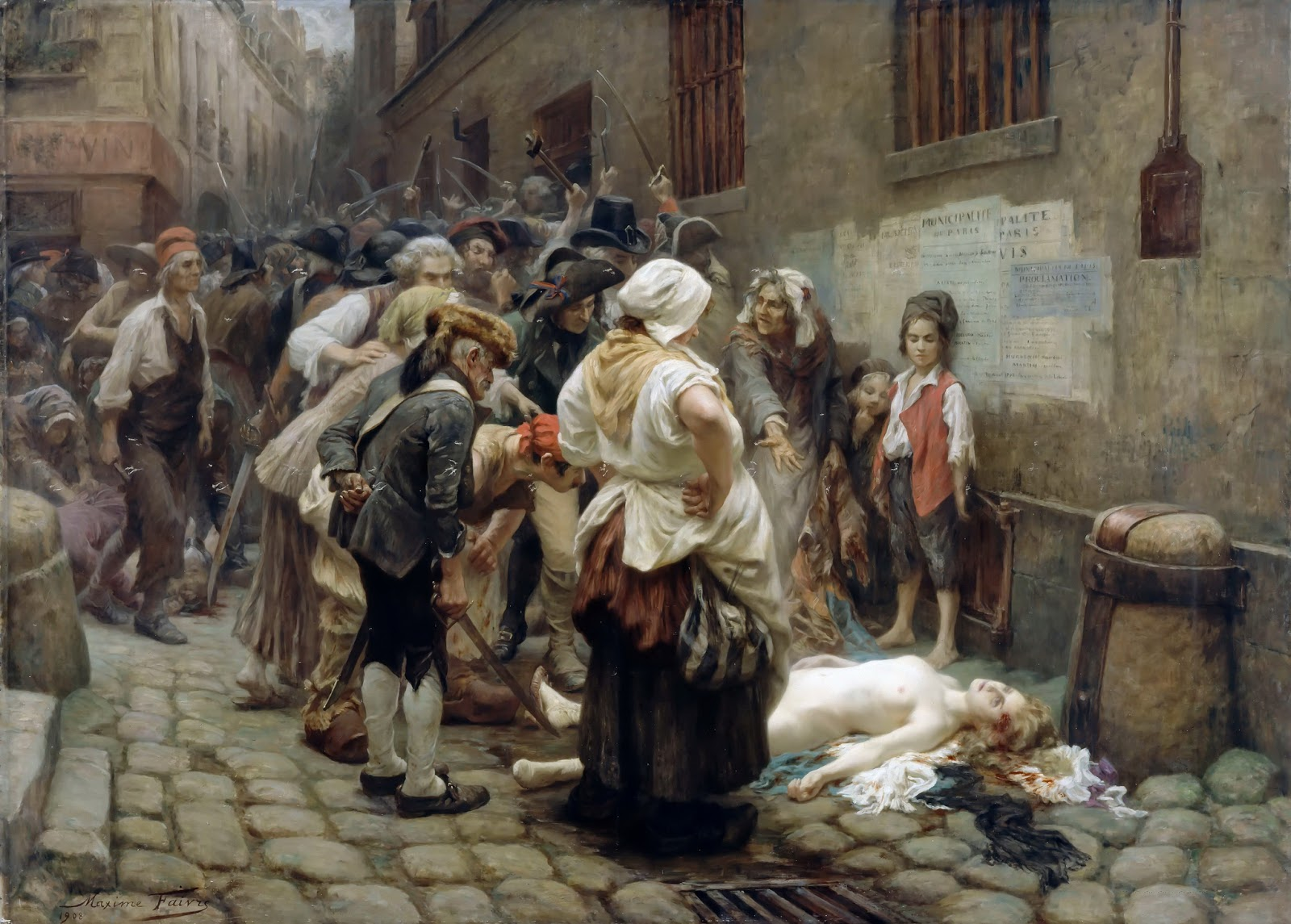
Muerte de la princesa de Lamballe, por Leon Maxime Faivre (1908).

El tratamiento dado a sus restos ha sido también objeto de especulación. Tras su muerte, su cadáver fue, según informes, desvestido, eviscerado y decapitado, siendo su cabeza clavada en la punta de una pica. Un gran número de testigos confirmaron que su cabeza fue hecha desfilar por las calles en una pica mientras su cuerpo era arrastrado por la turbamulta al grito de «¡la Lamballe!». Esta procesión fue presenciada por Madame de Lamotte, quien se hizo con un mechón de su cabello el cual entregó posteriormente a su suegro. Algunos informes sostienen que la cabeza fue llevada a una cafetería cercana y colocada frente a los clientes, a quienes se pidió brindar por la muerte de la princesa. Algunos documentos afirman que la cabeza fue llevada a un peluquero para que arreglase su cabello con el fin de hacerla reconocible, si bien este hecho ha sido cuestionado. Tras esto, la cabeza fue colocada nuevamente en la pica y situada frente a la ventana de María Antonieta en el Temple. La reina y su familia no estaban presentes en la habitación desde la cual se podía divisar la cabeza, motivo por el cual no la vieron. No obstante, la esposa de uno de los oficiales de prisión, Madame Tison, la vio y profirió un grito el cual la muchedumbre asumió como de María Antonieta. Quienes portaban la cabeza deseaban que la reina se asomase y besase en los labios a su favorita debido a que durante años se había divulgado en los libelos que ambas eran amantes, si bien no se permitió que la cabeza fuese introducida en el interior del edificio. La turbamulta pidió que se le permitiese acceder al Temple para mostrar la cabeza de la princesa a María Antonieta en persona, pero los oficiales los convencieron de no irrumpir en la prisión. En su biografía histórica sobre María Antonieta, Antonia Fraser sostiene que la reina no llegó a ver la cabeza de María Teresa, pero sí era consciente de lo que estaba ocurriendo. Según Fraser: «Los oficiales municipales habían tenido la decencia de cerrar las persianas y los comisarios los mantuvieron lejos de las ventanas... uno de esos oficiales dijo al rey "están intentando mostraros la cabeza de Madame de Lamballe"... Afortunadamente, la reina se desmayó». Tras esto, la cabeza y el cuerpo fueron llevados por la muchedumbre hasta el Palacio real, donde el duque de Orleans y su amante Madame de Buffon se encontraban celebrando una cena con un grupo de caballeros ingleses. Al ver la cabeza, el duque comentó: «Oh, es la cabeza de Lamballe: lo sé por su pelo largo. Sentémonos a cenar». Por su parte, de Buffon lloraba mientras decía: «¡Oh Dios! ¡Llevarán mi cabeza así algún día!».
Los agentes de su suegro, a quienes se había pedido recuperar los restos mortales para ser enterrados temporalmente hasta poder ser sepultados en Dreux, se introdujeron entre la multitud con el fin de poder tomar posesión de ellos. Lograron persuadir a la muchedumbre de no depositar los restos ante la casa de María Teresa y su suegro en el Hôtel de Toulouse argumentando que la princesa nunca había vivido allí, aunque sí en las Tullerías o en el Hôtel Louvois. Cuando el portador de la cabeza, Charlat, entró en una taberna dejando la cabeza fuera, un agente, Pointel, la tomó y la enterró en un cementerio próximo al Hôpital des Quinze-Vingts.
Pese a que la procesión de la cabeza no es cuestionada, los informes relativos al tratamiento dado a su cuerpo sí fueron objeto de debate. Cinco ciudadanos de la sección local de París (Hervelin, Quervelle, Pouquet, Ferrie y Roussel) entregaron el cadáver, excepto la cabeza, la cual seguía clavada en la pica, a las autoridades poco después de su muerte. Registros del incidente sostienen que el cadáver estuvo expuesto en la calle un día entero, si bien esto no parece probable puesto que los protocolos oficiales establecen con carácter explícito que el mismo fue entregado a las autoridades inmediatamente después del asesinato. Mientras que el estado del cadáver no es descrito, no existen pruebas que indiquen que el mismo hubiese sido desmembrado o siquiera desvestido: el informe cuenta con un registro de todo lo que la princesa llevaba en sus bolsillos al momento de su muerte, especificando que el cuerpo decapitado fue entregado completamente vestido en una carreta a las autoridades en vez de haber sido descuartizado y arrastrado por las calles, tal y como afirmaban las historias sensacionalistas, pese a los testimonios que afirmaron ver el desfile con el cadáver desmembrado de la princesa siendo arrastrado por la turba detrás de su cabeza clavada en una pica.
Según Blanche Christabel Hardy, el suegro de María Teresa sí logró recuperar sus restos mortales, enterrándolos en la capilla real de Dreux, en la cripta familiar de la familia Penthièvre. De acuerdo con Madame Tussaud, la artista realizó una máscara mortuoria de la princesa al ser recuperada su cabeza decapitada.

## Títulos
- 8 de septiembre de 1749-31 de enero de 1767: Su Alteza Serenísima la princesa María Luisa de Saboya
- 31 de enero de 1767-6 de mayo de 1768: Su Alteza Serenísima la princesa de Lamballe
- 6 de mayo de 1768-3 de septiembre de 1792: Su Alteza Serenísima la princesa viuda de Lamballe

## En el cine
| Año  | Película                         | Director                           | Actriz           |
| ---- | -------------------------------- | ---------------------------------- | ---------------- |
| 1929 | Le Collier de la reine           | Tony Lekain y Gaston Ravel         | Jeanne Evrard    |
| 1938 | María Antonieta                  | W. S. Van Dyke                     | Anita Louise     |
| 1946 | L'Affaire du collier de la reine | Marcel L'Herbier                   | Florence Lynn    |
| 1954 | Si Versailles m'était conté      | Sacha Guitry                       | Marie Sabouret   |
| 1989 | La Révolution Française          | Robert Enrico y Richard T. Heffron | Gabrielle Lazure |
| 2006 | María Antonieta                  | Sofia Coppola                      | Mary Nighy       |